# Cotton Mary
Pour plus de détails, voir Fiche technique et Distribution.
Cotton Mary est un film français réalisé par Ismail Merchant et Madhur Jaffrey, sorti en 1999.

## Synopsis
En 1954, Cotton Mary est infirmière sur la côte de Malabar, tiraillée entre ses origines indiennes et sa culture anglaise.

## Fiche technique
- Titre : Cotton Mary
- Réalisation : Ismail Merchant et Madhur Jaffrey (co-réalisatrice)
- Scénario : Alexandra Viets
- Musique : Richard Robbins
- Photographie : Pierre Lhomme
- Montage : John David Allen
- Production : Nayeem Hafizka et Richard Hawley
- Société de production : Merchant Ivory Productions
- Pays :  Royaume-Uni,  France et  États-Unis
- Genre : drame
- Durée : 124 minutes
- Dates de sortie : 
  -  Royaume-Uni : 17 décembre 1999
  -  France : 8 mars 2000

## Distribution
- Madhur Jaffrey : Cotton Mary
- Greta Scacchi : Lily MacIntosh
- James Wilby : John MacIntosh
- Sarah Badel : Mme. Evans
- Riju Bajaj : Mugs
- Gerson Da Cunha : Dr. Correa
- Joanna David : Mme. Smythe
- Neena Gupta : Blossom, la sœur de Mary
- Sakina Jaffrey : Rosie
- Gemma Jones : Mme. Freda Davids
- Firdausi Jussawalla : M. Panamal
- Prayag Raj : Abraham
- Captain Raju : inspecteur Ramiji Raj
- Virendra Saxena : Joseph
- Surekha Sikri : Gwen
- Laura Lumley : Theresa MacIntosh

## Accueil
Jacques Morice pour Télérama évoque un film « faussement douceâtre » qui dégage un « parfum entêtant d'une décadence inexorable .»